# سوزان بيلي
ديم سوزان ماري بيلي ( (بالإنجليزية: Susan Bailey)‏بالإنجليزية: Dame Susan Mary Bailey) ، الحاصلة على رتبة الإمبراطورية البريطانية وزمالة الكلية الملكية للأطباء النفسيين، (من مواليد 29 أغسطس 1950) هي طبيبة نفسية بريطانية وأكاديمية متخصصة في الصحة النفسية للأطفال. منذ عام 2004، عملت أستاذًا للصحة العقلية للطفل في جامعة سنترال لانكشاير. ورئيسة الكلية الملكية من 2011 إلى 2014، ورئيسة أكاديمية الكليات الملكية الطبية منذ يناير 2015.

## حياتها السابقة
وُلدت بيلي في 29 أغسطس 1950 في مانشستر، إنجلترا. التحقت بيلي بمدرسة هولم غرمار للبنات، ثم حلصت على منحة مباشرة من مدرسة قواعد اللغة في أولدهام، ثم مدرسة قواعد اللغة في واتفورد. درست بيلي الطب في جامعة فيكتوريا في مانشستر وتخرجت بدرجة بكالوريوس الطب والجراحة في عام 1973.

## المهنة الطبية
أصبحت بيلي عضوًا في الكلية الملكية للأطباء النفسيين في عام 1976 وانتخبت زميلًا للكلية الملكية للأطباء النفسيين في عام 1996، وأصبحت استشاري طب الطفل والمراهقين النفسي منذ عام 1983 والطب النفسي الشرعي للأطفال في مستشفى مانشستر الغربية للصحة العقلية التابعة لمؤسسة الصحة الوطنية الكبرى. ظهرت بيلي في عام 1993 كشاهد خبير في محاكمة جيمس بولجر (قتل جيمس بولجر)، وأثبتت أن أحد قتلة بولجر، جون فينابلز، كان يعرف الفرق بين الصواب والخطأ: المعلومات التي أدت إلى إدانته بالقتل.
شغلت بيلي بين عامي 2001 و 2014 عددًا من المناصب العليا في الكلية الملكية للأطباء النفسيين. كانت رئيسة قسم الطفل والمراهقين من عام 2001 إلى عام 2005، ثم رئيسة الكلية من 30 يونيو 2011 إلى 2014، ثم رئيسة أكاديمية الكليات الملكية الطبية منذ 1 يناير 2015.
أصبحت بيلي زميلًا فخريًا في جامعة سري في عام 2002. وعملت أستاذًا للصحة العقلية للطفل في جامعة سنترال لانكشاير منذ عام 2004 وزميل باحث في جامعة مانشستر.

## الجوائز ومراتب الشرف
حصلت بيلي في تكريمات عيد الميلاد عام 2002 على رتبة الإمبراطورية البريطانية «لخدمات الشباب». تم ترقيتها في تكريمات عيد الميلاد عام 2014 إلى رتبة قائدة سيدة ف الإمبراطورية البريطانية «لخدمات الطب النفسي والخدمة التطوعية للأشخاص الذين يعانون من ظروف الصحة العقلية».

## مؤلفاتها المختارة
- بيلي، سوزان (1996). «التقييم النفسي للأطفال والمراهقين العنيفين نحو التفاهم والتدخل الآمن».العنف في الأطفال والمراهقين. لندن: جيسيكا كينغسلي للنشر. إيسبن (رقم دولي معياري للكتاب) 978-1853023446.
- بيلي، سوزان؛ دولان، (2004). الطب النفسي الشرعي للمراهقين. لندن: أرنولد. إيسبن (رقم دولي معياري للكتاب) 978-0340763896.